# Winchester mod. 1887/1901
I Winchester mod. 1887 e Winchester mod. 1901 sono fucili a canna liscia a leva concepiti principalmente per la caccia, ed a ripetizione manuale mediante il meccanismo a leva presente anche negli altri modelli fabbricati dalla Winchester Repeating Arms Company.

## Caratteristiche tecniche
Spostando verso il basso la leva solidale al ponticello del grilletto si aprono sia la culatta sia il caricatore tubolare (capace di contenere cinque o sei cartucce - a seconda del tipo) posto sotto la canna: le cartucce possono essere così inserite in quest'ultimo una per volta e dall'alto. Dopo aver richiuso l'otturatore (con un movimento contrario della leva), le cartucce possono essere successivamente camerate mediante un ulteriore azionamento della leva stessa, come avviene negli altri modelli di carabine o fucili a leva a canna rigata: mediante un nuovo primo spostamento della leva verso il basso si apre l'otturatore, si alza il cane e si porta la cartuccia da camerare davanti alla culatta. Mediante il successivo ritorno della leva alla posizione iniziale si spinge la cartuccia nella camera di scoppio e si richiude l'otturatore mentre il cane rimane armato rendendo l'arma pronta allo sparo.

## Storia
Il progettista di questi modelli fu John Moses Browning che aveva però proposto piuttosto un meccanismo a pompa da lui ritenuto più adatto per un fucile di calibro 12, data la dimensione delle cartucce. La fabbrica Winchester però ritenne opportuno usare invece il meccanismo di ripetizione a leva per ragioni di tradizione: tale meccanismo era infatti la caratteristica principale delle armi fabbricate dalla Casa americana. Solo più tardi la Casa stessa, con il modello 1897, iniziò la fabbricazione di armi a pompa, ritenendole più idonee all'uso della polvere infume che si stava allora diffondendo a sostituire quella nera.
Il modello 1887 fu il primo fucile a ripetizione ad anima liscia ad avere un certo successo commerciale ed usava, come detto, cartucce calibro 12 caricate con polvere nera. Il meccanismo a leva per quanto ben funzionante rivelò tuttavia (come aveva previsto John Browning) una certa fragilità dovuta al fatto che i suoi componenti, non potendo essere troppo massicci per questioni di peso e maneggevolezza, tendevano a rompersi a causa del forte rinculo generato dalle munizioni. La diffusione della polvere senza fumo (più potente e progressiva) accentuò tali difetti e la Casa introdusse sul mercato il modello 1901 che ha i componenti del sistema a leva irrobustiti, in modo da poter sparare il nuovo tipo di munizioni.
Dopo l'introduzione sul mercato del fucile a pompa Winchester modello 1897 e di altri modelli simili prodotti da altre Case la richiesta di armi a munizione spezzata a leva diminuì sensibilmente, ciò nondimeno il modello 1887 fu prodotto in 64.885 esemplari (tra il 1887 ed il 1901). Ed il modello 1901 in 79.455 esemplari. La produzione di quest'ultimo modello fu poi interrotta nel 1920.

## Riproduzioni odierne
Varie fabbriche d'armi hanno immesso sul mercato copie dei fucili in oggetto a causa della richiesta per le gare di tiro western (chiamate "cowboy action shooting"), oggi sempre più in voga (e non solo negli Stati Uniti d'America) ma con modesto successo commerciale.
Recentemente però tre industrie sono riuscite ad affermarsi sul mercato con la riproduzione di queste armi:
- L'ADI Limited (australiana)
- La fabbrica cinese Norinco che produce una copia del modello 1887 anche in una versione con canna da 20 pollici (circa 51 cm) che viene commercializzata dalla American firearms e dalla Interstate Arms Corporation (IAC) ed esportata negli U.S.A., in Canada ed in Australia.
- L'Italiana Armi Chiappa produce copie del modello 1887 che sono state immesse sul mercato negli ultimi mesi del 2008.